# Berliner Schule für Schauspiel
Die Berliner Schule für Schauspiel in Berlin-Friedrichshain wurde 1992 von Ekkehardt Emig gegründet und ist eine private Berufsfachschule für Schauspieler. Die Schauspielschüler sind BAföG-berechtigt. Die Ausbildung dauert dreieinhalb Jahre. Künstlerischer Leiter der Schule ist der Schauspieler und Regisseur David Emig. Unterrichtet werden etwa 42 Schauspielschüler.
Laut Eigendarstellung auf ihrer Website legt die Schule „großen Wert auf die sorgfältige und methodische Vermittlung schauspielerischen Handwerks, die eine ethische Haltung gegenüber Rolle und Beruf mit einbezieht. Die poetische Theatralisierung gesellschaftlicher Prozesse ist zentraler Gegenstand der Lehr- und Lernabläufe.“
2021 wurde das Curriculum der Schule grundlegend überarbeitet und die Bereiche Theaterpraxis und Film- und Medien wurden stark ausgebaut.